# Lista de comunas de Reunião
Lista das 24 comunas do departamento ultramarino francês de Reunião.

(CAS) Communauté d'agglomération CIVIS, criada em 2003.

(CAE) Communauté d'agglomération de l'Est de la Réunion, criada em 2002.

(CAN) Communauté d'agglomération Intercommunale du Nord de la Réunion, criada em 2001.

(CAO) Communauté d'agglomération Territoire de la Côte Ouest, criada em 2002.

(CCS) Communauté d'agglomération Communauté de communes du sud, criada em 1997.
| INSEE | Postal | Comuna                       | Ano de criação |
| ----- | ------ | ---------------------------- | -------------- |
| 97401 | 97425  | Les Avirons (CCS)            | 1894           |
| 97402 | 97412  | Bras-Panon (CAE)             | 1882           |
| 97424 | 97413  | Cilaos (CAS)                 | 1965           |
| 97403 | 97414  | Entre-Deux (CCS)             | 1882           |
| 97404 | 97427  | L'Étang-Salé (CCS)           | 1894           |
| 97405 | 97429  | Petite-Île (CAS)             | 1935           |
| 97406 | 97431  | La Plaine-des-Palmistes(CAE) | 1899           |
| 97407 | 97420  | Le Port (CAO)                | 1895           |
| 97408 | 97419  | La Possession (CAO)          | 1890           |
| 97409 | 97440  | Saint-André (CAE)            | 1741           |
| 97410 | 97470  | Saint-Benoît (CAE)           | 1733           |
| 97411 | 97400  | Saint-Denis (CAN)            | 1689           |
| 97418 | 97438  | Sainte-Marie (CAN)           | 1737           |
| 97419 | 97439  | Sainte-Rose (CAE)            | 1790           |
| 97420 | 97441  | Sainte-Suzanne (CAN)         | 1704           |
| 97412 | 97480  | Saint-Joseph (CCS)           | 1875           |
| 97413 | 97416  | Saint-Leu (CAO)              | 1790           |
| 97414 | 97421  | Saint-Louis (CAS)            | 1768           |
| 97415 | 97428  | Saint-Paul (CAO)             | 1663           |
| 97417 | 97442  | Saint-Philippe               | 1830           |
| 97416 | 97410  | Saint-Pierre (CAS)           | 1735           |
| 97421 | 97433  | Salazie (CAE)                | 1899           |
| 97422 | 97418  | Le Tampon (CCS)              | 1925           |
| 97423 | 97426  | Trois-Bassins (CAO)          | 1897           |